# Mang Nha Trường
Mang Nha Trường (chữ Hán:忙牙長, bính âm: Mangyachang) là một nhân vật hư cấu trong tiểu thuyết lịch sử Tam Quốc diễn nghĩa của nhà văn La Quán Trung. Trong tiểu thuyết này, Hội Nam xuất hiện tại Hồi thứ 87 và 88 và là một viên phó tướng dưới quyền của Mạnh Hoạch, tay cầm đại đao, cưỡi ngựa vàng. Mang Nha Trường tham gia vào chiến dịch của người Nam Man chống lại sự tấn công của quân Thục Hán vào vùng Nam Trung. Mang Nha Trường đã đánh bại Vương Bình trong một trận đánh nhưng sau đó lại bị giết chết bởi Mã Đại.

## Câu chuyện
Khi Mạnh Hoạch dẫn quân ra nghênh chiến quân Thục, hai bên giàn trận đối mặt nhau. Mạnh Hoạch hỏi "Có ai dám ra trước bắt Thục tướng, để cho phấn chấn uy danh quân ta không?". Thì Mang Nha Trường hưởng ứng lời kêu gọi liền cưỡi ngựa vàng, cầm đại đao xông ra đánh Vương Bình. Hai tướng đánh nhau được vài hiệp, Vương Bình thua chạy. Mạnh Hoạch thúc quân kéo ào vào, rồi đuổi theo quân Thục. Kết cục bị trúng kế và bị bắt.
Sau khi Mạnh Hoạch bị bắt trong trận này và được Khổng Minh thả ra, ông này tiếp tục chiến đấu. Quân Thục cử Mã Đại vượt sông Lưu Thủy, ông này dẫn ba nghìn quân, sai thổ dân đưa đường đến thẳng chỗ yết hầu đường vận lương của quân Man. Hai bên vách núi, giữa có một con đường đi vừa lọt một người, một ngựa. Mã Đại chiếm được chỗ hiểm đó, sai quân sĩ lập trại. Biết tin, Mạnh Hoạch lập tức sai phó tướng Mang Nha Trường dẫn ba nghìn quân đến chỗ núi đánh nhau với Mã Đại. Mã Đại thấy quân Man đến, mới dàn hai nghìn quân ra trước núi. Mang Nha Trường đến nơi, xốc ngựa vào đánh Mã Đại nhưng bị Mã Đại chém chết và quân Man bại trận.